# Brühler Schlosskonzerte
Seit 1958 finden im Rahmen der Brühler Schlosskonzerte  jedes Jahr zwischen Mai und Ende August rund 25 Konzerte in Schloss Augustusburg und den umliegenden Kirchen und Sälen statt.

## Geschichte
Der in Brühl geborene Dirigent, Musikwissenschaftler und Theologe Helmut Müller-Brühl gründete 1958 die Brühler Schlosskonzerte, mit dem Ziel, das UNESCO-Weltkulturerbe Schloss Augustusburg dadurch einem breiten Publikum zugänglich zu machen. Ein Großteil der Konzerte findet im barocken Prunktreppenhaus des Schlosses statt. Darüber hinaus dienen umliegende Kirchen und Säle als Spielstätten. Helmut Müller-Brühl leitete knapp vierzig Jahre die Brühler Schlosskonzerte. In dieser Zeit bildeten das Kölner Kammerorchester sowie die Capella Clementina das Rückgrat des Festivals.
Ende 1995 übergab Helmut Müller-Brühl die Leitung der Brühler Schlosskonzerte an den Dirigenten und Cembalisten Andreas Spering. Festivalorchester ist seitdem die von Andreas Spering gegründete Capella Augustina. Der Fokus des Festivals liegt auf der Aufführung von Werken des 17. Und 18. Jahrhunderts, wobei auch eine große Anzahl selten zu hörender Werke in das Programm aufgenommen wurde. Seit der Spielzeit 2002 findet jedes Jahr Ende August im Rahmen der Brühler Schlosskonzerte das zehntägige Haydn-Festival, als einziges Joseph Haydn gewidmetes Festival in Deutschland, statt.
Geschäftsführerin der Brühler Schlosskonzerte ist seit 2007 Lena Hug.

## Bedeutende Künstler der Brühler Schlosskonzerte
Solisten:
- Maurice André
- Frans Brüggen
- Anner Bylsma
- Gabriel Cassadó
- Alfred Deller
- Jörg Demus
- Karl Engel
- Christoph Eschenbach
- Justus Frantz
- Friedrich Gulda
- Robert Holl
- Heinz Holliger
- Wilhelm Kempff
- Ton Koopman
- Charlotte Lehmann
- Gustav Leonhardt
- Olli Mustonen
- Pepe Romero
- Wolfgang Schneiderhan
- Hanna Schwarz
- Maria Stader
- Sándor Végh

Ensembles:
- Beaux Arts Trio
- Capella Clementina
- Concerto Köln
- Jacques-Loussier-Trio
- Kölner Kammerorchester
- Melos Quartett
- Musica Antiqua Köln
- Neue Düsseldorfer Hofmusik
- Trio di Clarone mit Sabine Meyer